# AS Cheminots
Association Sportive Cheminots w skrócie AS Cheminots – kongijski klub piłkarski grający w kongijskiej pierwszej lidze, mający siedzibę w mieście Pointe-Noire.

## Sukcesy
- I liga[1]
  - mistrzostwo (1): 1995.
  - wicemistrzostwo (5): 1961, 1975, 1978, 1982, 1996.

- Puchar Konga[2]:
  - zwycięstwo (2): 1982, 1984.

## Występy w afrykańskich pucharach
| Sezon | Rozgrywki                 | Runda   | Kraj   | Klub                         | Dom | Wyjazd | Dwumecz |
| ----- | ------------------------- | ------- | ------ | ---------------------------- | --- | ------ | ------- |
| 1983  | Puchar Zdobywców Pucharów | 1       | Angola | EC Primeiro de Maio          | 2–0 | 2–3    | 4–3     |
| 1983  | Puchar Zdobywców Pucharów | 2       | Zair   | AS Vita Club                 | 1–2 | 0–2    | 1–4     |
| 1996  | Puchar Mistrzów           | wstępna | Czad   | Postel 2000 FC               | 1–1 | 0–2    | 1–3     |
| 1997  | Puchar CAF                | 1       | Angola | Atlético Petróleos de Luanda | 1–2 | 0–5    | 1–7     |

## Stadion
Domowe mecze klub rozgrywa na stadionie o nazwie Stade Municipal w Pointe-Noire, który może pomieścić 13594 widzów.

## Reprezentanci kraju grający w klubie od 1990 roku
Stan na styczeń 2023.
| - Roméo Ayessa - Gervais Bahouka - Olivier Banzouzi - Christ Bongo - François Ikapi - Cabwey Kivutuka - Prince Makaya | - Gabin Matondo - Giscard Mavoungou - Guy Mbossa - Noël Mokouka - Boris Ngolo - Ghislain Thiamas - Pierre Tchibota |